# Rouhama
Rouhama (רוחמה) est un kibboutz situé au Nord du Néguev.

## Histoire
Les fondateurs de Rouhama viennent s'installer en 1911 sur le lieu, acquis grâce à Shaarit Israël, organisation créée par un groupe de sionistes russes dans le but d'obtenir un terrain destiné à l'ouverture d'une ferme agricole.
L'appellation du kibboutz s'inspire du Livre d'Isaïe (2/28).
De nombreuses années, Rouhama reste le point le plus au Sud des implantations sionistes de Palestine. On a alors même coutume de définir les frontières des terrains investis par les installations juives au moyen de l'expression : "De Rouhama à Metoula".
En 1917, au cours de la Première Guerre mondiale, les Turcs, en collaboration avec les forces allemandes, construisent aux alentours du kibboutz plusieurs camps militaires ainsi que des positions fortifiées sur les hauteurs des environs. Pour faciliter l'approvisionnement en munitions, les autorités ottomanes aménagent une route s'étendant de Nahal Sorek jusqu'aux camps militaires implantés à Gaza et traversant les terres de Rouhama. Les rudes combats tenus à proximité provoquent le ravage d'une bonne partie des terrains agricoles du kibboutz.
De par son emplacement et par souci de sécurité, les Turcs déplacent la population de Rouhama qui à son retour retrouvera la propriété saccagée par les bédouins des alentours.
À l'issue de la guerre, le kibboutz est restauré, mais il est de nouveau évacué lors des émeutes de 1929, qui verra la destruction totale de ses infrastructures.
C'est en 1932 que, grâce à l'aide financière de la société d'acquisition de terrains "Gan Shlomo" (nommée en l'honneur de Shlomo Aharonson, alors rabbin de Tel-Aviv), les terres de Rouhama sont une seconde fois achetées et permettent ainsi l'acquisition de 2000 dounamim. Les pionniers y plantent des vergers. Mais les émeutes de 1936-1939 provoquent un nouveau départ des membres du kibboutz. Rouhama, ses bâtiments et ses cultures sont une nouvelle fois détruits. Le KKL se rend alors acquéreur des terres.
Le 1er décembre 1943, un groupe issu du mouvement Hashomer Hatzaïr se réinstallent sur les lieux, et posent les jalons du kibboutz actuel, qui un premier temps servira de base à la Hagana. Rouhama sert également de base centrale aux participants à l'opération Tour et Muraille, organisée à la sortie de Kippour 1946. Les armes régulièrement dissimulées dans l'enceinte du kibboutz ne seront jamais découvertes durant les perquisitions britanniques.
Lors de la Guerre d'Indépendance, Rouhama sert de base à l'Unité Hanéguev, puis, en 1948, il sert de cadre à l'Opération Avak.

## Aujourd'hui
Rouhama compte aujourd'hui 700 habitants vivant des revenus de l'agriculture, de vergers, d'un poulailler, d'une usine de confection de brosses et d'un atelier de fabrication de céramiques.
Le kibboutz abrite de nombreuses archives de l'époque des pionniers ainsi qu'un musée archéologique constitué grâce aux fouilles réalisées dans les environs. On peut y voir notamment une importante mosaïque datant de l'époque byzantine ainsi que des poteries préhistoriques.